# Junior World Rugby Trophy 2010
Junior World Rugby Trophy 2010 – trzeci turniej z cyklu Junior World Rugby Trophy rozegrany w dniach 18–30 maja 2010 roku w stolicy Rosji, Moskwie. Były to międzynarodowe zawody narodowych drużyn rugby union organizowane pod auspicjami IRB dla zawodników do 20 roku życia niższe rangą od rozegranych w tym samym roku IRB Junior World Championship.
Rosja otrzymała prawa do organizacji turnieju w listopadzie 2009 roku, a podział na grupy i szczegółowy rozkład gier został opublikowany w lutym 2010 roku. Mecze były rozgrywane na dwóch stadionach w Moskwie. W rozgrywkach wzięło udział osiem reprezentacji, podzielonych na dwie grupy po cztery drużyny. W grupie A zagrały obrońca tytułu z roku poprzedniego – Rumunia – oraz zespoły z kwalifikacji: Włochy (FIRA-AER), Papua-Nowa Gwinea (FORU) i Urugwaj (CONSUR). W grupie B natomiast wystąpiła Rosja (jako gospodarz imprezy), Japonia (wytypowana przez ARFU do reprezentowania Azji), Kanada (wyznaczona przez NACRA, gdy reprezentacja USA odstąpiła od zaplanowanego meczu, który miał wyłonić przedstawiciela Ameryki Północnej) oraz kwalifikant Zimbabwe (CAR).
Zawody wygrała reprezentacja Włoch uzyskując prawo występu na mistrzostwach świata juniorów w roku następnym. Najwięcej punktów zdobył przedstawiciel triumfatorów, Alberto Chillon, w klasyfikacji przyłożeń z czterema zwyciężył zaś Japończyk Takaaki Nakazuru.
Ponownie wśród dwunastu arbitrów sędziujących mecze tego turnieju znalazł się Marcin Zeszutek.

## Faza grupowa

### Grupa A
| 18 maja 200916:00 | Włochy U-20 | 74:0 | Papua-Nowa Gwinea U-20 | Fili Stadium, Moskwa Sędzia: Marcin Zeszutek |
| 18 maja 200916:00 | Santelli 5 (P) Chillon 19 (P 7pd) Gega 5 (P) Benvenuti 5 (P) Fazzari 15 (3P) Belardo 10 (2P) Ferrarini 5 (P) Trevisan 5 (P) Corbanese 5 (P) | 74:0 |                        | Fili Stadium, Moskwa Sędzia: Marcin Zeszutek |
| 18 maja 200916:00 | Lumaris · Marcus | 74:0 |                        | Fili Stadium, Moskwa Sędzia: Marcin Zeszutek |

| 18 maja 200916:00 | Urugwaj U-20                  | 12:15 | Rumunia U-20                      | Slava Stadium, Moskwa Sędzia: João Mourinha |
| 18 maja 200916:00 | Asuaga 9 (3K) Berchesi 3 (dg) | 12:15 | Conache 9 (dg 2K) Patrascu 6 (2K) | Slava Stadium, Moskwa Sędzia: João Mourinha |
| 18 maja 200916:00 | Perez Tatton                  | 12:15 |                                   | Slava Stadium, Moskwa Sędzia: João Mourinha |

| 22 maja 200914:00 | Urugwaj U-20                                                                                              | 42:14 | Papua-Nowa Gwinea U-20       | Fili Stadium, Moskwa Sędzia: Akihisa Aso |
| 22 maja 200914:00 | Asuaga 15 (3pd 3K) Sagario 5 (P) Pombo 5 (P) Martinez 5 (P) Del Cerro 5 (P) Vilaseca 2 (pd) Capurro 5 (P) | 42:14 | Marcus 10 (2P) Kautu 4 (2pd) | Fili Stadium, Moskwa Sędzia: Akihisa Aso |
| 22 maja 200914:00 | Buengen · Aimo                                                                                            | 42:14 |                              | Fili Stadium, Moskwa Sędzia: Akihisa Aso |

| 22 maja 200914:00 | Włochy U-20                                                     | 30:7 | Rumunia U-20                   | Slava Stadium, Moskwa Sędzia: Mauro Rivera |
| 22 maja 200914:00 | Chillon 10 (2pd 2K) Manici 10 (2P) Belardo 5 (P) Trevisan 5 (P) | 30:7 | Munteanu 5 (P) Patrascu 2 (pd) | Slava Stadium, Moskwa Sędzia: Mauro Rivera |
| 22 maja 200914:00 | Asan · Florescu                                                 | 30:7 |                                | Slava Stadium, Moskwa Sędzia: Mauro Rivera |

| 26 maja 200916:00 | Rumunia U-20                                                                             | 48:12 | Papua-Nowa Gwinea U-20    | Fili Stadium, Moskwa Sędzia: Marius Mitrea |
| 26 maja 200916:00 | Ciocan 10 (2P) Patrascu 7 (2pd K) Mototolea 5 (P) Bratu 5 (P) Tamba 10 (2P) Niacsu 5 (P) | 48:12 | Posu 10 (2P) Kautu 2 (pd) | Fili Stadium, Moskwa Sędzia: Marius Mitrea |
| 26 maja 200916:00 | Istrate                                                                                  | 48:12 | Kautu                     | Fili Stadium, Moskwa Sędzia: Marius Mitrea |

| 26 maja 200916:00 | Włochy U-20                            | 16:12 | Urugwaj U-20                      | Slava Stadium, Moskwa Sędzia: Akihisa Aso |
| 26 maja 200916:00 | Chillon 11 (pd 3K) 1 karne przyłożenie | 16:12 | Asuaga 9 (3K) Lijstenstein 3 (dg) | Slava Stadium, Moskwa Sędzia: Akihisa Aso |
| 26 maja 200916:00 | Benvenuti · Cicchinelli                | 16:12 |                                   | Slava Stadium, Moskwa Sędzia: Akihisa Aso |

### Grupa B
| 18 maja 200918:00 | Kanada U-20                   | 22:6 | Zimbabwe U-20                      | Fili Stadium, Moskwa Sędzia: Marius Mitrea |
| 18 maja 200918:00 | Braid 17 (pd 5K) Fraser 5 (P) | 22:6 | Robertson 3 (K) Chitokwindo 3 (dg) | Fili Stadium, Moskwa Sędzia: Marius Mitrea |
| 18 maja 200918:00 | Beukeboom · Ardron            | 22:6 | Tshamala                           | Fili Stadium, Moskwa Sędzia: Marius Mitrea |

| 18 maja 200918:30 | Rosja U-20                                                         | 17:31 | Japonia U-20                                               | Slava Stadium, Moskwa Sędzia: Mauro Rivera |
| 18 maja 200918:30 | Shcherban 5 (P) Gaisin 2 (pd) Simplikiewicz 5 (P) Pochechuev 5 (P) | 17:31 | Ono 16 (2pd 4K) Nakazuru 5 (P) Yamashita 5 (P) Vaifu 5 (P) | Slava Stadium, Moskwa Sędzia: Mauro Rivera |
| 18 maja 200918:30 | Kolomiytsev · Galitskiy                                            | 17:31 |                                                            | Slava Stadium, Moskwa Sędzia: Mauro Rivera |

| 22 maja 200916:00 | Japonia U-20                                                     | 20:20 | Zimbabwe U-20                                  | Fili Stadium, Moskwa Sędzia: Napolioni Locoloco |
| 22 maja 200916:00 | Miyata 3 (K) Hikosaka 5 (P) Yoshii 5 (pd K) Ito 5 (P) Ono 2 (pd) | 20:20 | Mupasiri 10 (2pd 2K) Swales 5 (P) Lawler 5 (P) | Fili Stadium, Moskwa Sędzia: Napolioni Locoloco |

| 22 maja 200916:00 | Rosja U-20                                                  | 17:15 | Kanada U-20                                 | Slava Stadium, Moskwa Sędzia: João Mourinha |
| 22 maja 200916:00 | Krakov 5 (P) Tolmachev 5 (P) Gaisin 2 (pd) Pochechuev 5 (P) | 17:15 | Braid 5 (pd K) McKinnon 5 (P) Hamblin 5 (P) | Slava Stadium, Moskwa Sędzia: João Mourinha |
| 22 maja 200916:00 | Krakov · Pochechuev · Razumov                               | 17:15 | Zaruba                                      | Slava Stadium, Moskwa Sędzia: João Mourinha |

| 26 maja 200918:00 | Rosja U-20                                             | 21:19 | Zimbabwe U-20                                    | Fili Stadium, Moskwa Sędzia: Marcin Zeszutek |
| 26 maja 200918:00 | Simplikiewicz 5 (P) Kukishev 11 (P 3pd) Vengerov 5 (P) | 21:19 | Robertson 6 (dg K) Mupasiri 8 (pd 2K) Mama 5 (P) | Fili Stadium, Moskwa Sędzia: Marcin Zeszutek |
| 26 maja 200918:00 | Galitskiy                                              | 21:19 | Mama                                             | Fili Stadium, Moskwa Sędzia: Marcin Zeszutek |

| 26 maja 200918:00 | Kanada U-20                                  | 17:38 | Japonia U-20                                                    | Slava Stadium, Moskwa Sędzia: Napolioni Locoloco |
| 26 maja 200918:00 | Braid 7 (2pd K) Beukeboom 5 (P) Parker 5 (P) | 17:38 | Nakazuru 15 (3P) Yamashita 10 (2P) Ono 8 (pd 2K) Hikosaka 5 (P) | Slava Stadium, Moskwa Sędzia: Napolioni Locoloco |
| 26 maja 200918:00 | Ono                                          | 17:38 |                                                                 | Slava Stadium, Moskwa Sędzia: Napolioni Locoloco |

## Faza pucharowa

### Mecz o 7 miejsce
| 30 maja 200913:00 | Papua-Nowa Gwinea U-20                             | 22:46 | Zimbabwe U-20                                                                         | Fili Stadium, Moskwa Sędzia: Marcin Zeszutek |
| 30 maja 200913:00 | Kautu 7 (2pd K) Posu 5 (P) Pato 5 (P) Marcus 5 (P) | 22:46 | Jiji 16 (5pd 2K) Kaulback 5 (P) Ferreira 5 (P) Karuru 5 (P) Mama 10 (2P) Maziva 5 (P) | Fili Stadium, Moskwa Sędzia: Marcin Zeszutek |
| 30 maja 200913:00 | Fairi · Kautu                                      | 22:46 | Wollmann                                                                              | Fili Stadium, Moskwa Sędzia: Marcin Zeszutek |

### Mecz o 5 miejsce
| 30 maja 200915:15 | Urugwaj U-20                        | 13:11 | Kanada U-20                | Fili Stadium, Moskwa Sędzia: Marius Mitrea |
| 30 maja 200915:15 | Ormaechea 8 (pd 2K) Carissimi 5 (P) | 13:11 | Braid 6 (2K) Hassler 5 (P) | Fili Stadium, Moskwa Sędzia: Marius Mitrea |
| 30 maja 200915:15 | Perez Tatton · Bangueses            | 13:11 |                            | Fili Stadium, Moskwa Sędzia: Marius Mitrea |

### Mecz o 3 miejsce
| 30 maja 200916:15 | Rumunia U-20                    | 20:23 | Rosja U-20                                                          | Slava Stadium, Moskwa Sędzia: João Mourinha |
| 30 maja 200916:15 | Conache 15 (dg 4K) Niacsu 5 (P) | 20:23 | Simplikiewicz 5 (P) Kukishev 8 (pd 2K) Skobiola 5 (P) Razumov 5 (P) | Slava Stadium, Moskwa Sędzia: João Mourinha |
| 30 maja 200916:15 | Ciocan · Lazar                  | 20:23 | Vengerov · Razumov                                                  | Slava Stadium, Moskwa Sędzia: João Mourinha |

### Finał
| 30 maja 200918:30 | Włochy U-20                                                                      | 36:7 | Japonia U-20           | Slava Stadium, Moskwa Sędzia: Napolioni Locoloco |
| 30 maja 200918:30 | Benvenuti 10 (2P) Chillon 11 (4pd K) Denti 5 (P) Mortali 5 (P) Cicchinelli 5 (P) | 36:7 | Enoki 5 (P) Ono 2 (pd) | Slava Stadium, Moskwa Sędzia: Napolioni Locoloco |